# Kustom Kulture

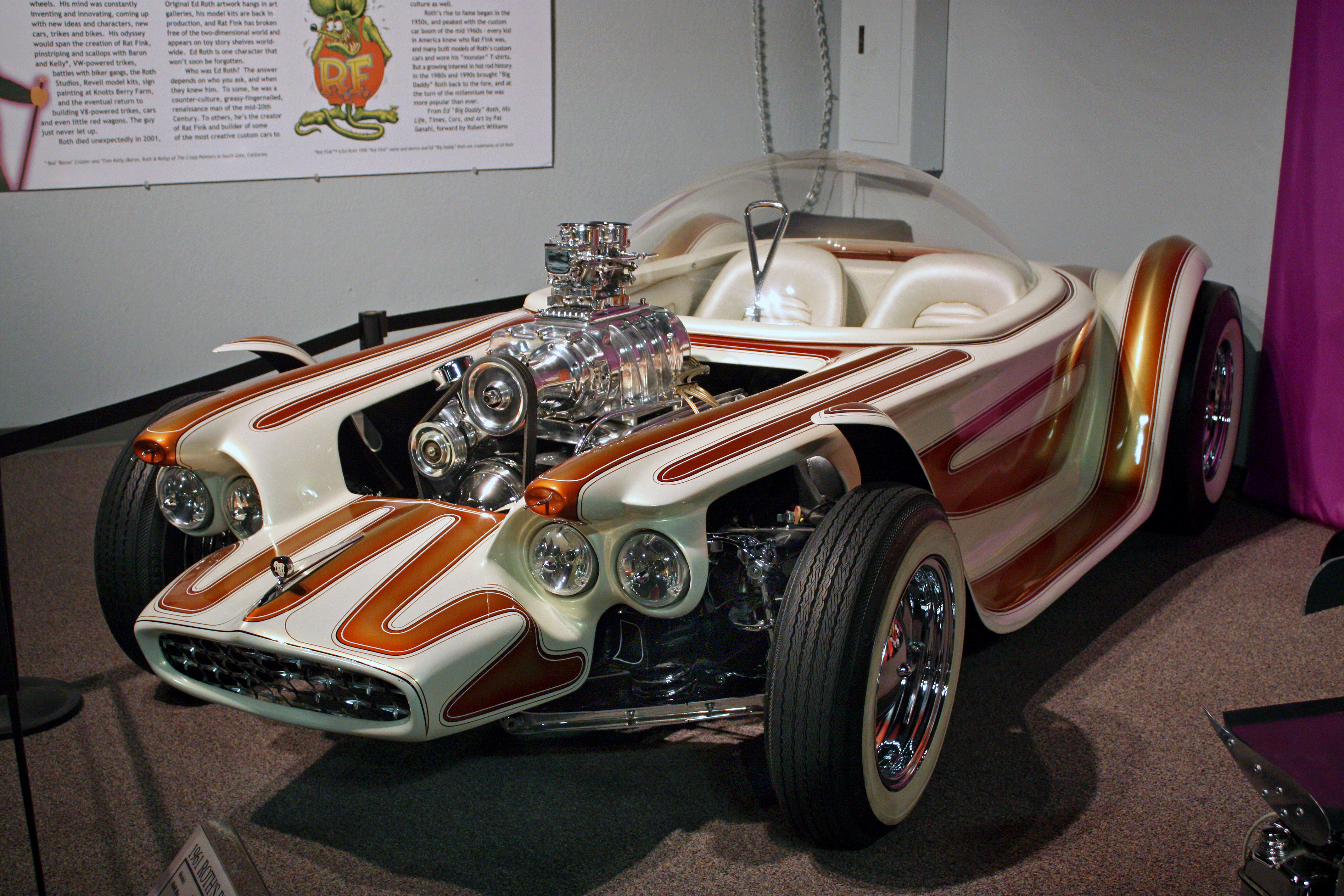
La
Beatnik Bandit, oggi esposta al National Automobile Museum di Reno (Nevada)

La Kustom Kulture è una subcultura incentrata sulla personalizzazione, in particolar modo di veicoli e capi di abbigliamento.

## Storia
La Kustom Kulture nacque nel secondo dopoguerra, quando i soldati americani iniziarono a modificare le loro moto (soprattutto Harley-Davidson) per migliorarne le prestazioni. In seguito, la Kustom Kulture si diffuse in tutto il mondo; il successo della subcultura portò alla realizzazione di film e serie televisive ad essa dedicati. Tra le celebrità che seguono questa passione vi sono Jason Momoa, David Beckam, Ryan Reynolds e Tom Hardy.

## Esponenti
Uno dei padri universalmente riconosciuti di questa espressione è Kenny Howard, in arte Von Dutch, che divenne famoso per aver modificato e decorato diverse moto Harley-Davidson e Triumph, una Mercedes-Benz Ali di gabbiano e diverse pistole e coltelli. Assieme a lui si possono citare Ed Roth, ricordato per aver ideato il personaggio fittizio Rat Fink, spesso ritratto sulle hot rod e Grayson Perry, artista che ha realizzato una motocicletta presentata alla sua mostra Tomb of the Unknown Craftsman.